# Desa Karangmukti (administrativ by i Indonesien, lat -6,43, long 107,51)
Desa Karangmukti är en administrativ by i Indonesien.   Den ligger i provinsen Jawa Barat, i den västra delen av landet, 80 km öster om huvudstaden Jakarta.